# Glyphoturris quadrata
Glyphoturris quadrata är en snäckart som först beskrevs av Reeve 1845.  Glyphoturris quadrata ingår i släktet Glyphoturris och familjen Mangeliidae. Inga underarter finns listade i Catalogue of Life.